# Felicja Schabińska
Felicja Schabińska (gift Friedrich), född 20 november 1909 i Warszawa, död 5 juni 1996 i Kraków; var en polsk friidrottare med löpgrenar som huvudgren. 
Schabińska var en pionjär inom damidrott, hon blev bronsmedaljör vid den tredje ordinarie damolympiaden 1930.

## Biografi
Felicja Schabińska föddes i mellersta Polen, fadern hette Joseph Schabińska och modern Stanislawa Gajewska. I friidrott tävlade hon främst i kortdistanslöpning och häcklöpning. 1925 gick hon med i idrottsföreningen Sokoła Grażyny, senare tävlade hon för Legia Warszawa (1927-1931) och AZS Warszawa (1932-1933).
Schabińska deltog i flera polska mästerskap, hon var mästare i häcklöpning 80 meter 1927, 1930, 1931, 1932 och 1933 samt polsk mästare i löpning 100 meter 1930. Under sin aktiva tid satte hon 9 polska rekord.
Schabińska deltog i den tredje ordinarie damolympiaden (polska: Światowe Igrzyska Kobiet) 6–8 september i Prag, under idrottsspelen vann hon bronsmedalj i stafettlöpning 4 x 100 meter (med Alina Hulanicka, Maryla Freiwald, Stanisława Walasiewicz och Felicja Schabińska som 4:e löpare).
1932 deltog Schabińska vid de Olympiska sommarspelen i Los Angeles där hon slutade på en 4:e plats i häcklöpning 80 meter.
1936 gifte hon sig med fäktaren Tadeusz Friedrich och drog sig tillbaka från tävlingslivet. Paret fick 2 döttrar, senare flyttade familjen till Kraków där hon bodde fram till sin död. Schabińska dog 1996.